# Аделхайд фон Тюбинген
Вижте пояснителната страница за други личности с името Аделхайд.
Аделхайд фон Тюбинген или Аделхайд фон Вайлхайм (на немски: Adelheid von Weilheim; Adelheid von Tübingen; * ок. 1116 във Вайлхайм в Горна Бавария; † сл. 4 декември 1123 в Шефтларн в Горна Бавария) е чрез женитба графиня на Дахау-Фалай.

## Произход
Тя е незаконна дъщеря на пфалцграф Хуго I фон Тюбинген († ок. 1152) или е дъщеря на Гебино I фон Вайлхайм и съпругата му фон Заксенкам, дъщеря на Адалберо фон Заксенкам, роднина на Бернхард фон Заксенкам († 1102).

## Фамилия
Аделхайд фон Вайлхайм се омъжва ок. 1139 г. за граф Ото I фон Дахау-Фалай († сл. 5 ноември 1130), син на граф Арнолд I фон Шайерн-Дахау († ок. 1123) и съпругата му Беатрикс фон Райперсберг-Райперсхофен († сл. 1124) (наследничка на графство Дахау). Тя му донася Груб. Двамата основават Бернрид ам Щарнбергер зе и 1120/1121 г. августинския манастир „Св. Мартин“ в Бернрид и Ото става неговият първи фогт. Те основават страничната линия „фон Шайрн-Дахау-Фалай“. Те имат децата:
- Конрад I фон Фалай († ок. 1162), граф на Фалай, женен за Агнес фон Боцен-Грайфенщайн (+ 17 октомври)
- Гебхард фон Фалай († сл. 11 май 1121)
- Ото II фон Фалай († 1170/1172), граф на Фалай
- Аделхайд фон Вителсбах-Шайерн-Фалай († сл. 1179), омъжена I. за граф Зигфрид I фон Лебенау, II. за Енгелберт II († 1 април 1191), граф на Горица, маркграф на Истрия
- Матилда фон Фалай († сл. 1166), омъжена за граф Арнолд III фон Морит-Грайфенщайн († 19 септември 1166)